# ساندرا لوبيز
ساندرا لوبيز (بالإسبانية: Sandra López) هي منافسة ألعاب القوى مكسيكية، ولدت في 16 أبريل 1984 في Tlaxcala (city) ‏ في المكسيك.

## وصلات خارجية
- ساندرا لوبيز على موقع الاتحاد الدولي لألعاب القوى (الإنجليزية)
- ساندرا لوبيز على موقع أوليمبيديا (الإنجليزية)